# Cecília Neville, Duquesa de Iorque
Cecília Neville (em inglês: Cecily; Durham, 3 de maio de 1415 — Hertfordshire, 31 de maio de 1495) foi a esposa de Ricardo, 3.° Duque de Iorque, e mãe dos reis Eduardo IV de Inglaterra e Ricardo III de Inglaterra.

## Família
Cecília foi a filha caçula de Ralph Neville, 1.° conde de Westmorland, e de sua esposa Joana Beaufort. 
Era neta por via materna de João de Gante, primeiro duque de Lancastre e de sua terceira esposa, Catarina Swynford, sendo que João era o terceiro filho sobrevivente de Eduardo III de Inglaterra e de sua esposa, Filipa de Hainault.
Foi também tia de Ricardo Neville, 16.º Conde de Warwick, um dos grandes líderes militares da época e uma ancestral de Catarina Parr, a sexta rainha de Henrique VIII.

## Biografia
Em 1424, aos nove anos de idade, seu pai lhe deu por esposa ao futuro Duque de Iorque, o menino de treze anos, Ricardo Plantageneta. Seu pai, morrendo em 1425, deixou suas terras para a viúva Joana Beaufort, que mais tarde passariam para Ricardo. Se casaram em outubro de 1429 e a primeira criança da união, Ana, nasceria em agosto de 1439, em Northampton.
Quando Ricardo se tornou o guardião real, ele e a esposa se mudaram para a França, na cidade de Ruão, em 1441. Seu primeiro menino Henrique lá nasceria e morreria em tenra idade. Lá também daria à luz o futuro rei Eduardo IV, em 28 de abril de 1443, que foi rapidamente batizado na Igreja próxima. Acusado de ser filho ilegítimo, devido à privacidade de seu batizado e à ausência de seu pai no parto pelo primo e o irmão, foi assumido pelo duque como seu filho legítimo logo depois de nascido.
Em 1454, quando seu marido já se mostrava enfadado da influência de Edmundo Beaufort, 2.° duque de Somerset sob o rei, Cecília falou com a rainha consorte Margarida de Anjou, esposa de Henrique VI. em seu favor. Quando o rei ficou mentalmente instável, Ricardo foi nomeado como protetor de sua pessoa.
Quando a Guerra das Rosas irrompeu, a duquesa rapidamente se tornou a favor da causa dos iorques, e quando as terras do duque foram confiscadas, ela recebeu seiscentas libras por mês para sobreviver com os filhos.
Depois da vitória dos iorque na Batalha de Northampton em 1460, ela se mudou com os filhos para Londres, onde viveu com John Paston. Quando seus filhos foram declarados apropriados para assumir o trono, estava para se tornar rainha até que seu marido morreu.
Seu filho, Eduardo, lutou continuamente contra os lancastrianos, e quando se mudou para o castelo de Baynard, seu filho derrotou a dinastia de Lancaster e se tornou rei Eduardo IV, e Cecília passou efetivamente a ser uma rainha-mãe. 
No começo do reino de seu filho, ela o defendeu e determinou o escudo da família como o escudo real, mostrando que seu marido foi o rei legítimo. Ao se casar com Isabel Woodville, Eduardo deixou que sua mãe permanecesse nos quartos da rainha, enquanto ele construiu novos aposentos para Isabel.
Seu sobrinho, o conde de Warwick, e seu filho mais novo Jorge, Duque de Clarence, se rebelaram contra o rei, declarando que seu pai não era o duque de Iorque e sim um arqueiro francês, com o nome de Blaybuorne, sendo então um filho bastardo. Cecília não deu uma declaração pública sobre isso, por ter sido acusada de adultério. Mas sempre tentou reconciliar o rei e seu irmão até quando o ápice da guerra ocorreu.
Seu filho foi destronado brevemente pelo conde de Warwick e por Margarida de Anjou, por seis meses (outubro de 1470 - abril de 1471). 
A briga entre Eduardo IV e seu irmão nunca cessou, terminando com a execução de Jorge em 18 de fevereiro de 1478.
Cecília faleceu em 31 de maio de 1495 e foi enterrada ao lado do marido Ricardo, em Northamptonshire.

## Descendência
- Henrique (fevereiro de 1438)
- Ana de Iorque (10 de agosto de 1439 - 14 de janeiro de 1476), casada com Henrique Holland, 3.º Duque de Exeter e depois Tomás St. Leger
- Henrique de Iorque (10 de fevereiro de 1441), morreu logo após nascer
- Eduardo IV de Inglaterra (28 de abril de 1443 - 9 de abril de 1483)
- Edmundo, conde de Rutland (17 de maio de 1443 - 30 de dezembro de 1460)
- Isabel de Iorque, Duquesa de Suffolk (22 de abril de 1444 - 1503), casada com João de la Pole, 2.° duque de Suffolk
- Margarida de Iorque ( 3 de maio de 1446 - 23 de novembro de 1503), casada com Carlos, Duque da Borgonha
- Guilherme de Iorque (7 de julho de 1447)
- João de Iorque (7 de novembro de 1448)
- Jorge, Duque de Clarence (21 de outubro de 1449 - 18 de fevereiro de 1478)
- Tomás de Iorque (1450/1451)
- Ricardo III de Inglaterra (2 de outubro de 1452 - 22 de agosto de 1485)
- Úrsula (22 de julho de 1455)